# Ismaeel Ryan
Ismaeel Ryan (in ebraico אסמאעיל ריאן‎?; Kabul, 24 aprile 1994) è un calciatore israeliano, centrocampista dell'Hapoel Ra'anana.

## Carriera

### Club
Ha giocato nella massima serie israeliana.

### Nazionale
Ha militato nelle nazionali giovanili israeliane Under-17, Under-19 ed Under-21.